# NGC 1073
NGC 1073 este o emission-line galaxy⁠(d) situată în constelația Balena. A fost descoperită în 9 octombrie 1785 de către William Herschel. Se află la o distanță de 17,2 megaparseci de Pământ.